# Italva
Italva is een gemeente in de Braziliaanse deelstaat Rio de Janeiro. De gemeente telt 14.496 inwoners (schatting 2009).
De gemeente grenst aan Bom Jesus do Itabapoana, Cambuci, Campos dos Goytacazes, Cardoso Moreira, Itaperuna en São Fidélis.